# Miguel Strogoff (película de 1944)
Miguel Strogoff es una película mexicana de 1944 dirigida por Miguel M. Delgado y protagonizada por Julián Soler, Lupita Tovar y Julio Villarreal. Está basada en la novela de 1876 Miguel Strogoff de Julio Verne.

## Reparto
- Julián Soler como Miguel Strogoff.
- Lupita Tovar como Nadia Fedorova.
- Julio Villarreal como Iván Ogareff.
- Anita Blanch como Sangarra Petrova.
- Andrés Soler como Jolivet.
- Miguel Arenas as Zar.
- Victoria Argota como Madre de Miguel.
- Luis G. Barreiro como Harry Blount.
- Charles Stevens como Secuaz de Tártaro.
- Salvador Quiroz como Gobernador.
- Francisco Jambrina como General.
- Manuel Dondé como Tártaro.
- Conchita Gentil Arcos como Mujer en tren.